# Эдмундссон, Хоакун
Хоа́кун Э́дмундссон (фар. Hákun Edmundsson; род. 21 марта 1996 в Тофтире, Фарерские острова) — фарерский футболист, защитник.

## Карьера
Хоакун —- воспитанник команды «Б68». За главную команду клуба он дебютировал 25 марта 2012 года в матче с «ХБ». Молодой игрок неплохо проявил себя в матче и стал чаще появляться в составе команды, правда, в основном он находился на скамейке запасных. Свой второй матч в сезоне состоялся 19 мая. Это была игра с «ЭБ/Стреймур», которая закончилась поражением «Б68» со счётом 1:2. Также игрок играл 13 июня и 22 июля соответственно против «КИ» и «Судуроя». Новый главный тренер «Б68» Билл МкЛеод Якобсен перевёл Хоакуна набираться опыта во вторую команду клуба, «Б68 II». За неё он провёл четырнадцать матчей и забил один мяч. В сезонах 2013 и 2014 годов Хакун стал ключевым левым защитником команды.

## Карьера в сборной
Молодой игрок в 2011 году провёл три матча Юношескую сборную Фарерских островов до 17 лет, в 2012 году он также провёл три встречи за эту сборную. В 2013—2014 годах Хоакун являлся членом сборной до 19 лет. В 2015—2017 годах он провёл 13 международных матчей и забил 1 мяч в составе молодёжной сборной Фарерских островов.